# Dacre Beck
Der Dacre Beck ist ein Wasserlauf im Lake District, Cumbria, England.
Der Dacre Beck entsteht aus dem Thackwaite Beck und dem Skitwath Beck am Weiler Hutton südlich von Penruddock. Er fließt in östlicher Richtung bis zu seiner Mündung in den River Eamont südwestlich des Dalemain Herrenhauses.